# Steal This Film
Steal This Film (em português: Roube este filme) é uma série de dois documentários que relatam a visão do compartilhamento de arquivos pelos usuários suecos e tratam de questões como propriedade intelectual, downloads e tecnologia. O primeiro documentário aborda principalmente o site de BitTorrent Piratebay que em 2006 teve seus servidores confiscados pela polícia sueca devido a um lobby das indústrias cinematográficas junto com o governo norte-americano.
Apenas o diretor do segundo filme é identificado pelo nome de Jamie King. Os produtores usam o codinome "Liga dos Nobre Pares" (League of Noble Peers) e são ligados ao site The Pirate Bay e ao Partido Pirata Sueco.